# Kyros-Erlass
Unter Kyros-Erlass oder Kyros-Edikt versteht man die Überlieferung aus dem Buch Esra des Alten Testaments der Bibel, in der der persische König Kyros II. den Wiederaufbau des Tempels in Jerusalem angeordnet hatte.

## Die Überlieferung
Nach Darstellungen im Buch Esra soll Kyros bereits im 1. Regierungsjahr den Wiederaufbau des Jerusalemer Tempels angeordnet haben. Da keilschriftliche Texte fehlen und den Beschluss nicht bestätigen können, bezweifeln Historiker die Existenz einer derartigen Anweisung. Dies umso mehr, als für die Erledigung derartiger Verwaltungsfälle die königlichen Kommissare für Zentralangelegenheiten zuständig waren.
Über den Inhalt des „Kyros-Erlasses“ liegen im Buch Esra zwei Fassungen (hebräisch und aramäisch) vor, die stark voneinander abweichen. Die aramäische Fassung bezieht sich als Abschrift unter anderem auf einen authentischen Bericht, der im Archiv der persischen Stadtverwaltung in Ekbatana gefunden wurde; er entstammt einem Schriftwechsel, den der Statthalter Tattenai um 518 v. Chr. mit der Kanzlei des Dareios I. in Susa führte. Ein Bezug zum inzwischen verstorbenen Perserkönig und der vermeintlichen „Rückkehrerlaubnis“ aus 539 v. Chr. liegt jedoch nicht vor.

### Die aramäische Originalfassung
„3 Im 1. Jahr des Königs Kyros ordnete König Kyros an: In Sachen Gotteshaus zu Jerusalem: Das Haus ist als eine Stätte, wo man Opfer darbringt, wiederaufzubauen und die Fundamente sollen beibehalten werden. Seine Höhe 30 Ellen, seine Länge 60 Ellen, seine Breite 20 Ellen. 4 Drei Lagen von Quadersteinen und eine Lage Holz. Und die Kosten hat der königliche Fiskus zu tragen. 5 Außerdem sind die goldenen und silbernen Geräte des Gotteshauses, die Nebukadnezar II. dem Tempel in Jerusalem fortnahm und nach Babel brachte, zurückzugeben, damit alles im Tempel zu Jerusalem an seinen Ort kommt und im Gotteshaus seine Stätte findet.“

### Die hebräische Proklamation
„1 Im 1. Jahr des Kyros, Königs von Persien, – damit sich das Wort JHWHs durch Jeremia erfülle – erweckte JHWH den Geist des Kyros, … das er in seinem ganzen Reiche … durch Edikt (bekanntmachen) ließ: 2 Also hat Kyros … gesprochen: Alle Reiche der Welt hat mir der Himmelsgott JHWH gegeben, und er selbst hat mich beauftragt, ihm zu Jerusalem ein Haus zu bauen. 3 Wer immer von euch zu seinem Volk (gehört), … ziehe nach Jerusalem in Juda (Jehuda) hinauf und baue das Haus JHWHs – das ist der Gott von Jerusalem –. 4 Jeden Übriggebliebenen von jedem Ort … sollen die Leute seines Ortes mit Silber, Gold, Habe und Vieh unterstützen, ferner mit freiwilligen Gaben für das Gotteshaus in Jerusalem.“

## Historische Bezüge
Die hebräische Proklamation verbindet die Anweisung zum Tempelbau mit der Erlaubnis zur Rückkehr babylonischer Exilanten, die weder im Erlass auf dem Kyros-Zylinder noch in der aramäischen Originalfassung erwähnt wird. Während im aramäischen Edikt die Finanzierungsfrage des Tempelaufbaus eindeutig geregelt ist, beantwortet die hebräische Version diese wichtige Frage in merkwürdig widersprüchlicher Art und Weise: Die Babylonier sollen zurückkehrende Exulanten mit dem Notwendigsten versehen und Spenden für den Jerusalemer Tempel stiften.
Weitere Einzelheiten des Wortschatzes sprechen gegen Abfassung zur Zeit des Perserkönigs: Die Titulatur „König von Persien“ ist erst seit Dareios I. bekannt; die Aussage „in seinem ganzen Reiche“ widerspricht der Tatsache, dass der Text an Exulanten – die zudem aramäisch sprachen – und an Babylonier gerichtet ist. Hinter der Redewendung „Jerusalem, das in Jehuda liegt“ steht die persische Bezeichnung von Provinzen, die aber erst ab 486 v. Chr. eingeführt wurden. Die Formeln „JHWHs Volk“ und „Übriggebliebene“ sind eindeutig „biblisch-theologisch“ geprägt und kommen im persischen Sprachgebrauch nicht vor. Der Chronist verlegte anachronistisch die Rückkehr der Exulanten auf 538 v. Chr., obwohl diese nachweislich später stattfand.
Auffällig ist der Umstand, dass bei Beginn des Wiederaufbaus keine Verwaltungsdokumente vorlagen, obwohl bei jedem Rechtsakt mehrere Duplikate einer schriftlich getroffenen Entscheidung an beteiligte Personen ausgehändigt werden. 518 v. Chr. wird im Schriftwechsel der Statthalter Tattenai der babylonische „Kommissar“ Šamaš-aba-usur von jüdischen Exulanten als Zeuge für einen angeblich in 538 v. Chr. von Kyros II. verfügten Erlass benannt, in dem Rückgabe der Tempelgeräte des zerstörten Jerusalemer Heiligtums angeordnet sein soll. Tattenai reiste deshalb eigens nach Jerusalem, um „vor Ort“ besagtes Dokument zu sichten sowie aufkommende Spannungen zwischen Samaritanern und jüdischen Rückkehrern zu schlichten. Da niemand ein Duplikat der Verwaltungsurkunde vorlegen konnte, entsprach Tattenai nicht der mündlichen Bitte, den Tempelschatz auszuhändigen, und trat unverrichteter Dinge wieder den Heimweg an. Der Chronist des Buches Esra lässt Dareios I. „in den Archiven forschen, bis er das Dokument fand“. Ein Beweis für die Existenz der Urkunde konnte bis heute nicht beigebracht werden.
Die erwähnte finanzielle Hilfe des Kyros, die er dem Wiederaufbau des Jerusalemer Heiligtums habe zukommen lassen, sowie die Steuerbefreiung der Priester stehen in krassem Widerspruch zu verfügten Einschränkungen gegenüber Tempeln anderer Religionen in benachbarten Ländern.
In der aramäischen Originalfassung, später in Jerusalem kopiert und mit anderen Verwaltungsdokumenten des Tempelwiederaufbaus zur „aramäischen Chronik von Jerusalem“ vereinigt, treten Älteste als verantwortliche politische Vertreter Judas auf. Die Texte zeigen mehrere Anhaltspunkte, die eine endgültige Abfassung in hellenistischer Zeit sehr wahrscheinlich machen, da ein Ältestengremium in den beschriebenen Positionen erst in der hellenistischen Epoche nachweisbar ist.
Den historischen Bezug der hebräischen Proklamation im Kapitel 1 des Buches Esra bewerten Historiker als „nicht gegeben“. Entsprechende hebräische Passagen formulierte der Chronist völlig neu, wobei er die ihm zugrunde liegende aramäische Originalfassung Esra 6,3-5 als theologische Interpretation ausschmückte.

## Theologische Hintergründe
Zweifelsfrei wurde das durch Nebukadnezar II. herbeigeführte babylonische Exil der Juden theologisch als „JHWHs Strafe für das vorherige sündige Leben der Israeliten“ begründet. Im Deuterojesaja („zweiter Jesaja“) wird das Wirken eines anonymen Propheten geschildert, der zwischen 550 v. Chr. und 539 v. Chr. auftrat und während des babylonischen Exils die Worte verkündete, die in Jes 40,1ff.  niedergeschrieben sind: „Tröstet mein Volk. Mit dem Exil hat das Volk seine Schuld abgebüßt. Nun wird JHWH kommen und es durch die Wüste ins Land Israel zurückführen“.
Im Zusammenhang mit dem seit 586 v. Chr. andauernden Exil nahm der Chronist an, dass nach so langer Zeit in Jerusalem und Jehuda keine geeigneten Personen mit entsprechendem Traditionsbewusstsein mehr leben würden. Zusätzlich musste sich der Chronist an die „biblische Vorgabe“ des Deuterojesaja halten, die das „eigentliche traditionsbewusste Israel“ nicht mehr in der alten Heimat, sondern in Babylonien ansiedelte. Aufgrund dieser „theologischen Gegebenheiten“ konnte nur das „auswärtige exilierte Israel“ als „Heimkehrer“ für das große Projekt des Tempelwiederaufbaus gelten; jedwede andere Schilderung hätte im Widerspruch zur eigenen religiösen Lehre gestanden. Die biblische Überlieferung berichtet daher aus rückblickender Sicht zu einem Zeitpunkt, als der Tempelaufbau und andere Maßnahmen schon längst beendet waren.